# Lego Pirates

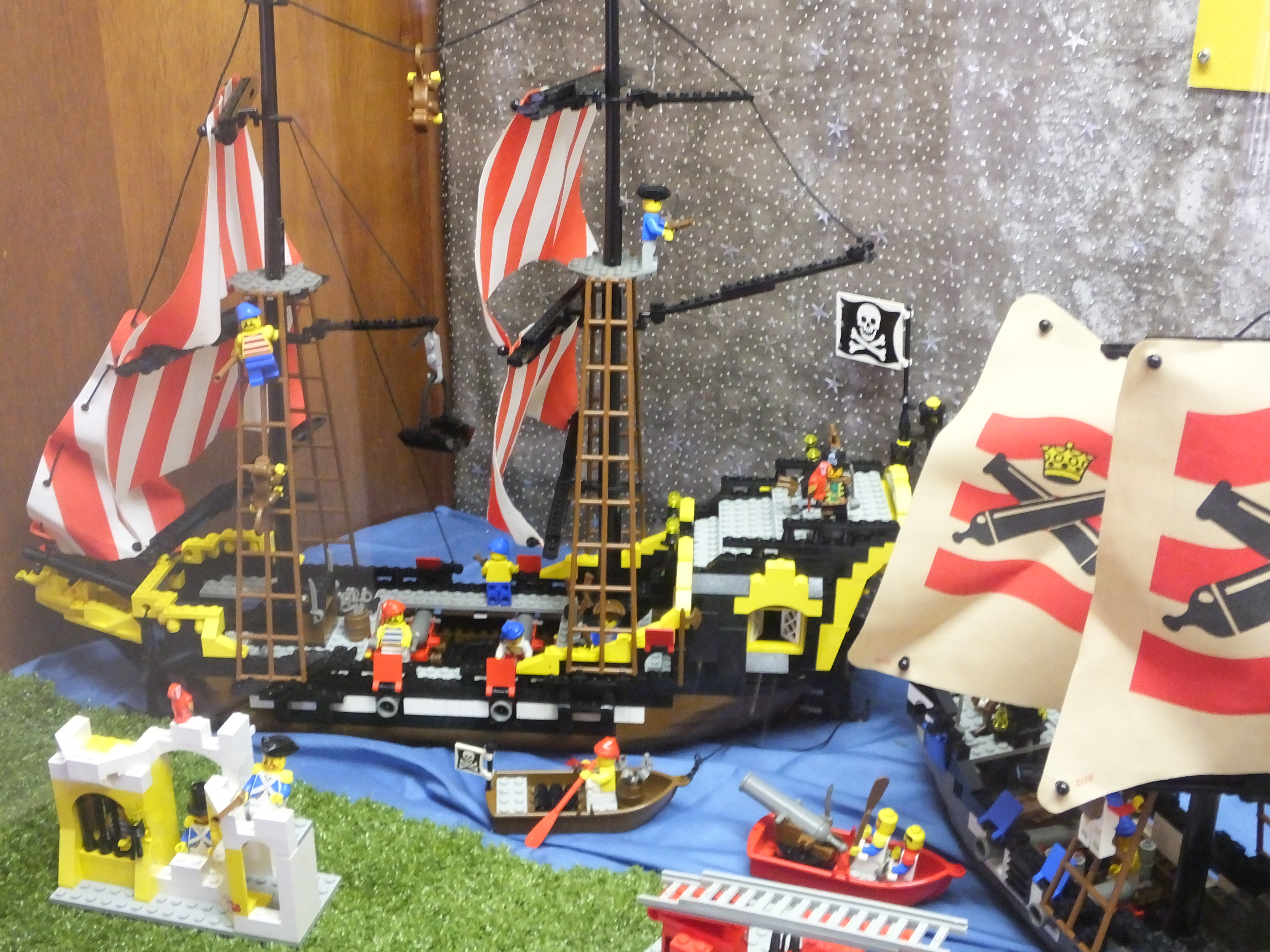

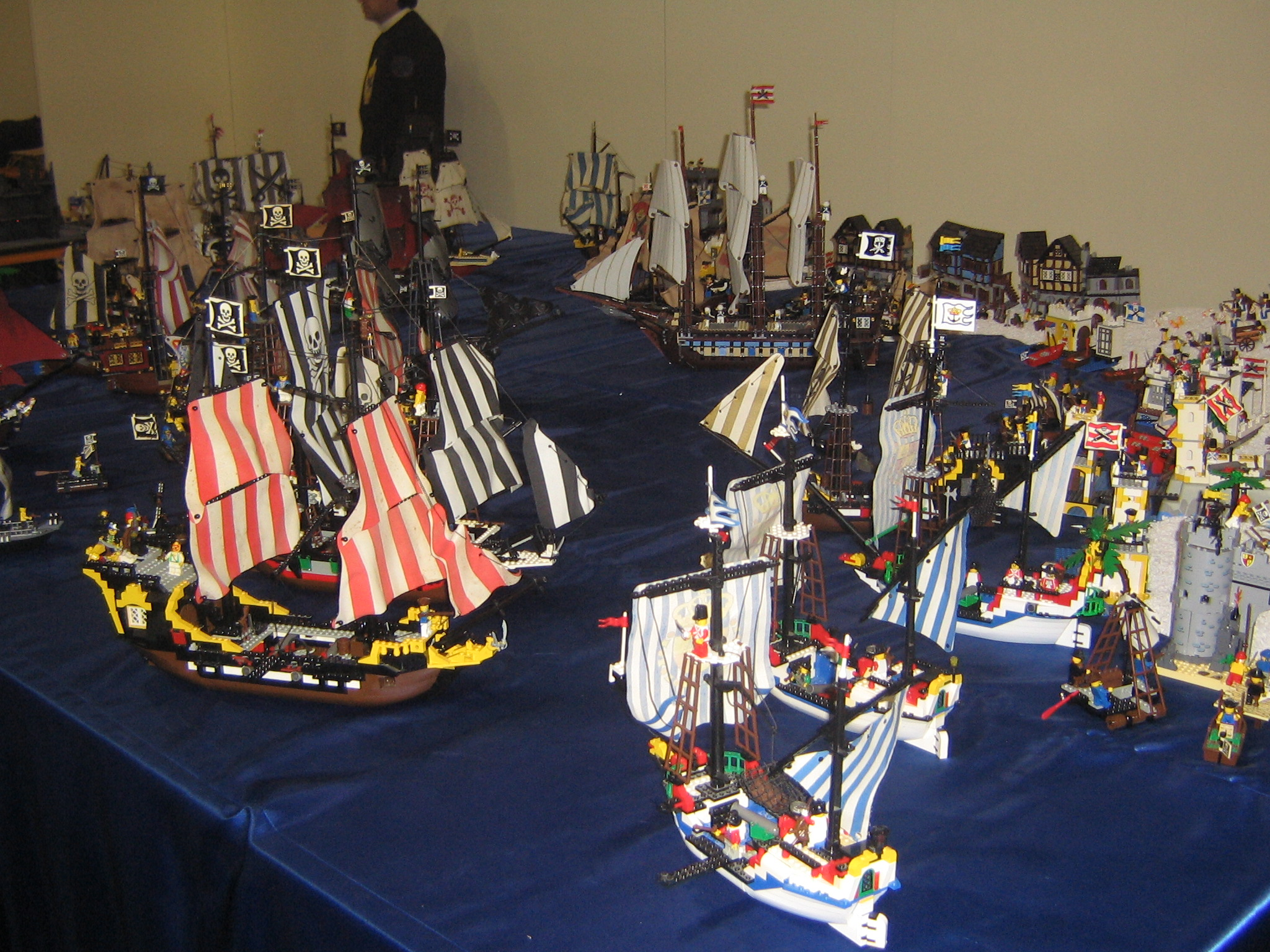

A Lego Pirates (stilizáltan LEGO Pirates) egy 1989-ben indult Lego-téma volt, amely kalózokat, a napóleoni háborúk katonáit, csendes-óceáni szigetlakókat, vitorlásokat és elásott kincseket ábrázolt, a kalózkodás késői aranykorának hatására. A téma megjelent a Lego System (minifigurás méretarány, jellemzően 6-12 éves korosztály), a Lego Duplo és a 4+ témában is.

## Története
A Niels Milan Pedersen tervező által vezetett kis csapat által létrehozott Lego Pirates a cég negyedik témája volt (az Űr, a Kastély és a Város után), és összetettebb volt. Számos új darabot is készítettek, többek között lőfegyvereket (az első LEGO sorozat, ami tartalmazott ilyeneket), vadon élő állatokat (papagájok, cápák, majmok) és szövet vitorlákat. A Lego Pirates minifigurái voltak az elsők, akik túlléptek a hagyományos arcon, ahol egyszerűen két pont volt a szem és egy félkör a mosoly, mivel sokuknak különböző nyomtatott vonásai voltak, beleértve a szemfedőt, az arcszőrzetet és a női sminket, bár a korai években még mindegyiknek a mosolygó arc volt az alapja. A Lego Piratesben csak néhány minifigura használta a hagyományos, két szemet és mosolyt tartalmazó arcot; a Birodalmi Katonák és a Birodalmi Gárda katonája/trooperje, a Birodalmi Katonák tengerésze/tengerészgyalogosa (csak a 6274 Caribbean Clipperben található) és a fiatal kalóz, Bo'Sun Will.. A Lego Pirates megjelenése előtt a minifigurákat funkciójukban és szervezetükben a törzsük, fejfedőjük (akár sisak vagy haj) és kiegészítőik különböztették meg, általános szerepek voltak, meghatározott karakter nélkül.
A Lego első kísérletében, hogy narratívát hozzon létre és ösztönözze a szerepjátékot, személyiségeket hoztak létre több Lego Pirates minifigurához. A dobozokra történetjavaslatokat nyomtattak, különösen az USA piacára, ahol a nagyobb készleteken egy felnyitható fedelet is elhelyeztek, amely a tartalmat mutatta. A televíziós reklámok a Lego számára először használtak stop-motion animációt. Ugyanebben az évben jelent meg „Az arany medál” című képregény, valamint egy Ladybird Book sorozat is. A történet a 18. században játszódik, ahol kalózok keresték az elásott kincset, mivel a dublonok (spanyol aranyérmék) az őseiké voltak, azonban egy telepesekből álló kolónia előbb felfedezte a kincset, és igényt tartott rá, ami konfliktushoz vezetett. A kolónia kormányzója kénytelen volt megerősíteni a településeket, és megpróbálta a kincset a főerődjében elrejteni.
A kalózokat Redbeard kapitány vezette (egyes piacokon Roger kapitánynak hívták), akit fekete bikornál kalapja, bal szemfedője, jobb oldali faláb és bal keze helyén lévő kampó különböztetett meg; legénységéhez tartozott az elsőtiszt Rummy, Flashfork a szakács és a fiatal Bo'Sun Will. Egy másik kalózvezér volt Ironhook kapitány, akit Redbeard vetélytársaként emlegettek; a két minifigura hasonló volt, kivéve, hogy Ironhooknak szakadt inge volt (Ironhook néhány kiadásán faláb van). Emblémájuk a Jolly Roger volt, egy fekete zászló, amelyen koponya és a keresztcsontok láthatóak. A 6285 Black Seas Barracuda volt az első kalózhajójuk, míg a 6270 Forbidden Island az eredeti rejtekhelyük, mindkettő 1989-ben jelent meg. 1989-ben a kalózok katalóguskiadásai jelentősen kibővültek egy nagyobb alap, a 6273 Rock Island Refuge (1991), majd 1993-ban egy pár kalózhajóval (a nagy 6286 Skull's Eye Schooner és a kis 6268 Renegade Runner).
A kalózokkal szemben a Broadside kormányzó és helyettese, de Martinet hadnagy vezette birodalmi katonák álltak. Ezek a kék kabátos erők a gyarmati korszak és a napóleoni háborúk francia haditengerészetén és tengerészgyalogságán alapultak, a világ egyes katalógusaiban Imperial Soldiers néven szerepelnek, bár az 1990-es amerikai katalógus 16. oldalán kifejezetten „Governors”-ként azonosítják őket. A Birodalmi Katonákat 1992-ben felváltotta a Woodside admirális által vezetett vörös bevonatú Birodalmi Gárda (a 6274 Caribbean Clipper és a 6276 Eldorado Fortress helyett a 6271 Imperial Flagship és a 6277 Imperial Trading Post lett a birodalmiak vitorlás hajója és fő bázisa). 1992-ben a Katonák és a Gárdák minifigurái nagyon hasonlóak voltak, kivéve az egyenruhák és arckifejezések palettacseréjét. Mind a Birodalmi Katonák, mind a Birodalmi Gárda két keresztbe tett ágyút használt korona alatt emblémaként, bár a Katonák kék zászlaja hasonlított Quebec zászlajához, míg a Gárdának három vastag piros vízszintes csíkja volt. 2009-10-ben a Birodalmi Gárdát, 2015-ben pedig a Birodalmi Katonákat mutatták be újra; a Gárdák és a Katonák voltak a Kalózok megfelelő kormányzati ellenfelei a Lego Pirates újjáélesztésének rövid időszakaiban.
1994-ben egy új frakciót adtak ki, amely lazán egy polinéziai koncepción alapul, a Szigetlakókat. Ez azt eredményezte, hogy 1994-ben és 1995-ben a Lego három frakcióval rendelkezett: a kalózok a birodalmi gárdával harcoltak a nyílt tengeren, a szigetlakókat pedig kincskeresés közben zavarták meg. Azonban 1995-ben a Lego megszüntette az összes korábban, 1992 és 1993 között kiadott Birodalmi Gárda készletet (különösen a nagyobb készleteket, a 6271 Imperial Flagship-et és a 6277 Imperial Trading Post-ot), így az újonnan megjelent 6263 Imperial Outpost lett az egyetlen Birodalmi Gárda készlet, ami lényegében a Kalózok és a Szigetlakók közötti konfliktussá tette az évet.
1996-ra a Lego megváltoztatta a Kalózok sorozat teljes „hangulatát”, új arcot adva a kalózok minifiguráinak, és spanyol hatásúvá téve azt. A Birodalmi Gárdát felváltotta a Birodalmi Armada (amelyet erősen befolyásolt a spanyol armada), bár a Gárda 6263 Imperial Outpost 1996-ban is elérhető maradt, mint egy közepes szárazföldi bázis a birodalmi oldalon, mivel végül csak két készletet adtak ki az Armada számára, beleértve a 6280 Armada Flagship-et (bár az Armada minifigurák a Kalózok frakció új készleteiben vendégeskedtek). 1996 volt az utolsó év a szigetlakók számára is, akik 1994 óta nem kaptak új kiadványokat, és minifiguráik sem szerepeltek vendégként más frakciók készleteiben. 1997-ben csak a kalózok álltak szemben a Birodalmi Armadával; azonban néhány új kiadás, mint például a 6250 Cross Bone Clipper és a 6281 Pirates Perilous Pitfalls nem kapott túl jó fogadtatást, és ez lett az eredeti Lego Pirates sorozat utolsó éve.
1997 után a Lego a rajongók megdöbbenésére megszüntette a Kalózok témát, mivel a Kalózok vonal mindig is nagy sikert aratott. 1997-re visszatekintve az eredeti kiadások (1989-91) a Lego Pirates rajongók körében a legjobban nosztalgikusak voltak a készletek dizájnja és aprólékos részletessége miatt, amit a későbbi kiadásokban feláldoztak a nagyobb játszhatóság érdekében, ami vegyes fogadtatásra talált. Például a 6286 Skull's Eye Schooner (1993), amely a 6285 Black Seas Barracuda (1989) fő kalózhajó-készletet váltotta fel, bevezetett egy mechanizmust a hajó kormánykerékének vezérlésére, ami kisebb és kevésbé részletes hátsó kabint tett lehetővé, valamint a Skull's Eye Schooner ágyúi csúszdákon forgó forgótányérokra vannak rögzítve ahelyett, hogy az ágyúk a korábbi Lego Pirates hajó-készletekhez hasonlóan valósághűen kerekes hajóhintókra lennének elhelyezve. A 6289 Red Beard Runner (1996), amely a 6286-ot váltotta fel, kritikát váltott ki az olyan „csatasérülések” miatt, mint a bukó orrvitorla és az összeomló negyedfedélzet, mivel ezek instabillá tették az összerakott készletet. A Lego készlettervezési irányának változását, nem csak a Lego Pirates, hanem a többi termékcsaládjukban is, annak tulajdonították, hogy a Lego csoport nyugdíjba küldött sok LEGO tervezőt, akik az 1970-es évek végétől az 1990-es évek elejéig készítették a készleteket, és helyükre 30 „újító” került, akik az európai tervezői főiskolákon végeztek Európa-szerte, akik „keveset tudtak kifejezetten a játéktervezésről és még kevesebbet a LEGO építésről”.
A Kalózok témát 2004-ben a 4+, 2006-ban pedig a Duplo témába vitték be.
A Lego 2009-re újra bevezette a Kalózok és a Birodalmi Gárda minifigura méretarányban, beleértve a 6243 Brickbeard's Bounty kalózhajót, éppen időben a téma 20. évfordulójára. A 6243 Brickbeard's Bounty a hajótest elejéhez és hátuljához azonos orr-részeket használ, ellentétben a korábbi Lego Pirates hajókkal, amelyek mindegyike egyedi orr- és tat-részekkel rendelkezett. A következő évben azonban csak egy további készlet jelent meg, a 10210 Imperial Flagship (2010), amely a Lego Pirates valaha kiadott legnagyobb hajója volt. 2010 után az újjáélesztett Lego Pirates témát megszüntették, hogy helyet adjanak egy licencelt termékcsaládnak, a Lego Pirates of the Caribbean-nek, amely az azonos című filmsorozaton alapul.
2015-ben a Lego ismét rövid időre újra bevezette a témát a Kalózok és birodalmi katonák, köztük a 70413 The Brick Bounty kalózhajóval (amelyet a korábbi 6243 Brickbeard's Bounty és 6285 Black Seas Barracuda ihletett). A 70413 The Brick Bounty hátsó kabinja közvetlenül a leghátsó hajótestdarabra van építve, amely egy középső hajótestdarab része (már nincs egyedi hátsó hajótestdarab).
2020-ban jelent meg a 30. Lego Ideas készlet, a 21322 Pirates of Barracuda Bay, amely moduláris felépítésének köszönhetően akár egy szigeten lévő kalózhajó roncsaként, akár kalózhajóként (a 6285 Black Seas Barracuda ihlette) építhető meg.
2023-ban jelent meg a 10320 Eldorádó erődje című új Lego ICONS készlet, amely az 1989-es készlet (6276) részletesebb, lego-kockákból épített átdolgozása, és moduláris felépítésének köszönhetően átkonfigurálható a maximális játékélmény érdekében.